# غارب سيلان (الجميمة)

تعديل مصدري - تعديل

غارب سيلان هي إحدى قرى عزلة وادى غامس بمديرية الجميمة التابعة لمحافظة حجة، بلغ تعداد سكانها 140 نسمة حسب تعداد اليمن لعام 2004.